# NFL sezona 1956.
NFL sezona 1956. je 37. po redu sezona nacionalne lige američkog nogometa. 
Sezona je počela 30. rujna 1956. Utakmica za naslov prvaka NFL lige odigrana je 30. prosinca 1956. u New Yorku na Yankee Stadiumu. U njoj su se sastali pobjednici istočne konferencije New York Giantsi i pobjednici zapadne konferencije Chicago Bearsi. Pobijedili su Giantsi rezultatom 47:7 i osvojili svoj četvrti naslov prvaka NFL-a.

## Poredak po divizijama na kraju regularnog dijela sezone
| Istočna konferencija |     |     |     |      |     |     |
| Momčad               | Pob | Por | Ner | %    | P+  | P-  |
| New York Giants*     | 8   | 3   | 1   | .727 | 264 | 197 |
| Chicago Cardinals    | 7   | 5   | 0   | .583 | 240 | 182 |
| Washington Redskins  | 6   | 6   | 0   | .500 | 183 | 225 |
| Cleveland Browns     | 5   | 7   | 0   | .417 | 167 | 177 |
| Pittsburgh Steelers  | 5   | 7   | 0   | .417 | 217 | 250 |
| Philadelphia Eagles  | 3   | 8   | 1   | .273 | 143 | 215 |

| Zapadna konferencija |     |     |     |      |     |     |
| Momčad               | Pob | Por | Ner | %    | P+  | P-  |
| Chicago Bears*       | 9   | 2   | 1   | .818 | 363 | 246 |
| Detroit Lions        | 9   | 3   | 0   | .750 | 300 | 188 |
| San Francisco 49ers  | 5   | 6   | 1   | .455 | 233 | 284 |
| Baltimore Colts      | 5   | 7   | 0   | .417 | 270 | 322 |
| Green Bay Packers    | 4   | 8   | 0   | .333 | 264 | 342 |
| Los Angeles Rams     | 4   | 8   | 0   | .333 | 291 | 307 |

Napomena: * - pobjednici konferencije, % - postotak pobjeda, P± - postignuti/primljeni poeni

## Prvenstvena utakmica NFL-a
- 30. prosinca 1956. New York Giants - Chicago Bears 47:7

## Statistika

### Statistika po igračima

#### U napadu
- Najviše jarda dodavanja: Tobin Rote, Green Bay Packers - 2203
- Najviše jarda probijanja: Rick Casares, Chicago Bears - 1126
- Najviše uhvaćenih jarda dodavanja: Billy Howton, Green Bay Packers - 1188

#### U obrani
- Najviše presječenih lopti: Lindon Crow, Chicago Cardinals - 11

### Statistika po momčadima

#### U napadu
- Najviše postignutih poena: Chicago Bears - 363 (30,3 po utakmici)
- Najviše ukupno osvojenih jarda: Chicago Bears - 378,1 po utakmici
- Najviše jarda osvojenih dodavanjem: Los Angeles Rams - 201,6 po utakmici
- Najviše jarda osvojenih probijanjem: Chicago Bears - 205,7 po utakmici

#### U obrani
- Najmanje primljenih poena: Cleveland Browns - 177 (14,8 po utakmici)
- Najmanje ukupno izgubljenih jarda: New York Giants - 256,8 po utakmici
- Najmanje jarda izgubljenih dodavanjem: Cleveland Browns - 91,9 po utakmici
- Najmanje jarda izgubljenih probijanjem: New York Giants - 120,3 po utakmici

## Vanjske poveznice
- Pro-Football-Reference.com, statistika sezone 1956. u NFL-u
- NFL.com, sezona 1956.